# Wilmot (South Dakota)
Wilmot is een plaats (city) in de Amerikaanse staat South Dakota, en valt bestuurlijk gezien onder Roberts County.

## Demografie
Bij de volkstelling in 2000 werd het aantal inwoners vastgesteld op 543.
In 2006 is het aantal inwoners door het United States Census Bureau geschat op 526, een daling van 17 (-3,1%).

## Geografie
Volgens het United States Census Bureau beslaat de plaats een oppervlakte van
1,3 km², geheel bestaande uit land. Wilmot ligt op ongeveer 365 m boven zeeniveau.

## Plaatsen in de nabije omgeving
De onderstaande figuur toont nabijgelegen plaatsen in een straal van 20 km rond Wilmot.